# Дебра Джо Рапп
Дебра Джо Рапп (англ. Debra Jo Rupp, нар.. 24 лютого 1951, Глендейл, Каліфорнія, США) — американська акторка.

## Життєпис
Дебра Джо Рапп народилася в Глендейлі, штат Каліфорнія, а виросла в Массачусетсі, де закінчила середню школу, після чого переїхала до Нью-Йорку і здобула ступінь бакалавра в Рочестерському університеті. Після закінчення навчання вона почала свою кар'єру на театральній сцені й більшу частину вісімдесятих провела в театрах Нью-Йорка.

## Творчість
Рапп зіграла кілька десятків ролей протягом своєї кар'єри. У дев'яностих вона знялася в шести ситкомах, що недовго проіснували. Вона грала, головним чином, ролі сестер головних героїв, які виконували такі актори, як Джудіт Лайт або Ренді Квейд. Рапп також мала другорядну роль у ситкомі «Друзі», де зіграла дорослу подругу і вчительку молодшого брата Фібі Буффе. У 1998 році вона знялася в мінісеріалі «Із Землі на Місяць» режисера Саллі Філд. На великому екрані вона з'являлася рідко і була помітна лише за комедійними ролям у таких фільмах як «Великий», «Смерть їй личить», «Сержант Білко» і «Надто крута для тебе».
Рапп досягла найбільшої популярності завдяки ролі Кітті Форман у сіткомі «Шоу 70-х», де вона знімалася з 1998 по 2006 рік, протягом всього періоду трансляції шоу. У 2010—2011 роках вона знімалася в сіткомі «Мені добре з тобою», який був закритий після одного сезону через низькі рейтинги.

## Вибрана фільмографія
| Рік       |    | Українська назва                    | Оригінальна назва                    | Роль                                         |
| --------- | -- | ----------------------------------- | ------------------------------------ | -------------------------------------------- |
| 1988      | ф  | Великий                             | Big                                  | міс Паттерсон                                |
| 1992      | ф  | Смерть їй личить                    | Death Becomes Her                    | пацієнтка                                    |
| 1994      | с  | Пригоди Бріско Каунті-молодшого     | The Adventures of Brisco County, Jr. | міс Плаурайт                                 |
| 1995      | с  | Швидка допомога                     | ER                                   | місіс Діббл                                  |
| 1995—1996 | с  | Сайнфелд                            | Seinfeld                             | Кеті                                         |
| 1996      | ф  | Сержант Білко                       | Sgt. Bilko                           | місіс Голл                                   |
| 1997—1998 | с  | Друзі                               | Friends                              | Еліс Найт Буффе                              |
| 1998      | ф  | Без відчуттів                       | Senseless                            | асистентка клініки репродукції               |
| 1998      | с  | Із Землі на Місяць                  | From the Earth to the Moon           | Мерілін Сі                                   |
| 1998—2006 | с  | Шоу 70-х                            | That '70s Show                       | Кітті Форман                                 |
| 2004      | мф | Улюбленець учителя                  | Teacher's Pet                        | місіс Мері Лу Мойра Анжела Дарлінг Гелперман |
| 2004      | мф | Гарфілд                             | Garfield                             | мама пацюк                                   |
| 2005      | мс | Робоцип                             | Robot Chicken                        | Кітті Форман                                 |
| 2006      | в  | Принци повітря                      | Air Buddies                          | Белінда                                      |
| 2006      | с  | Закон і порядок: Спеціальний корпус | Law & Order: Special Victims Unit    | Дебра Гартнелл                               |
| 2008      | с  | Як обертається світ                 | As the World Turns                   | Една Вінклмеєр                               |
| 2010      | ф  | Надто крута для тебе                | She's Out of My League               | місіс Кеттнер                                |
| 2013      | с  | Зої Гарт із південного штату        | Hart of Dixie                        | Бесті Мейнард                                |
| 2017      | с  | Елементарно                         | Elementary                           | шериф Малік                                  |
| 2017      | с  | Морська поліція: Лос-Анджелес       | NCIS: Los Angeles                    | Джинджер                                     |
| 2017—2018 | с  | Це — ми                             | This Is Us                           | Лінда                                        |
| 2019      | с  | Анатомія пристрасті                 | Grey's Anatomy                       | терапевтка Джо                               |
| 2021      | с  | ВандаВіжен                          | WandaVision                          | Шерон Девіс / «місіс Гарт»                   |
| 2021      | с  | Marvel Studios: Загальний збір      | Marvel Studios: Assembled            | камео                                        |
| 2023—2024 | с  | Шоу 90-х                            | That '90s Show                       | Кітті Форман                                 |
| 2024      | с  | Це все Аґата                        | Agatha All Along                     | Шерон Девіс / «місіс Гарт»                   |